# Муганска равнина
Муганската равнина или Муганска степ (на азербайджански: Muğan düzü; на руски: Муганская равнина) е степна равнина в Азербайджан (югозападната част в Иран), част от Куро-Аракската низина, разположена между река Кура на север и изток и долното течение на десния ѝ приток Аракс на северозапад. На юг постепенно преминава в Ленкоранската низина 
Муганската степ представлява алувиална равнина, голяма част от която лежи под морското равнище. Почвите са сивоземни, сивоземно-степни, сиво-кафяви и степни, на места засолени. Естествената растителност е полупустинна, представена от пелин, солянки и ефемери. От реките Кура и Аракс са изградени големи напоителни канали: Гюмюшарх на север, Средномугански, Мугано-Салянски на изток, Азизбеков и др. на юг, чрез водите на които се напояват големи участъци от равнината, върху които се отглежда предимно памук. През зимата Муганската степ се използва за па̀ша на дребен рогат добитък. Централната част на равнината е ненаселена, но по периферията ѝ са разположени множество населени места, в т.ч. градовете Саатли и Сабирабад на север, Саляни на изток и Билясувар на ют, всичките в Азербайджан и Парсабад на запад в Иран.